# Книс, Карл
Карл Густав Адольф Книс (нем. Karl Gustav Adolf Knies; 29 марта 1821, Марбург, — 3 августа 1898, Гейдельберг) — немецкий экономист, представитель исторической школы в политэкономии.

## Биография
Родился 29 марта 1821 года в Марбурге.
В 1841—1845 годах учился в Марбургском университете, в котором некоторое время после окончания преподавал. В 1849 году по поручению Бернхарда Эберхарда он разработал план открытия политехнического института в Касселе, где должен был занять профессорскую должность. Однако повышение до профессора не состоялось и в 1852 году он получил должность учителя кантональной школы в Шафхаузене.
В 1855 году он был назначен профессором камеральных наук Фрайбургского университета, в 1862 году был проректором университета. В 1860 году был избран во вторую палату ассамблеи Великого герцогства Баден; разработал проект реформы баденской системы начальных школ и специальный закон о надзорных органах за начальными школами (от 29 июля 1864 г.). Затем был профессором политологии в Гейдельбергского университета (1865–1896).
Умер в Гейдельберге 3 августа 1898 года.
Был членом Венгерской академии наук.

## Основные произведения
- «Политическая экономия с точки зрения исторического метода» (Die politische Ökonomie vom Standpunkte der geschichtlichen Methode, 1853);
- «Деньги и кредит» (Geld und Credit, 1873—1879).